# Mehter

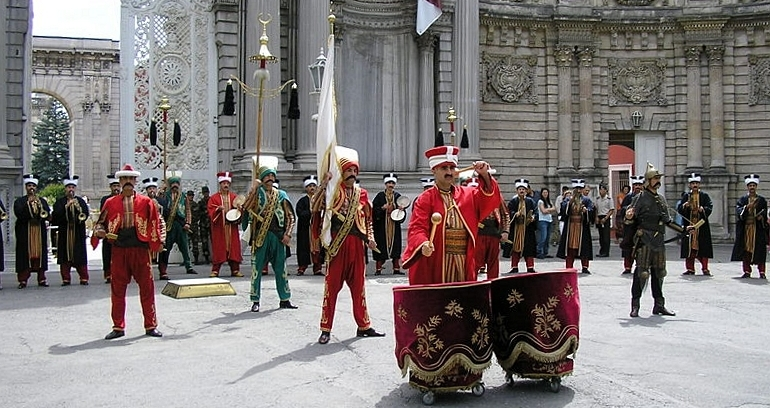
Un mehter au Palais de Dolmabahçe.

Un mehter ou mehter takımı (takım : mot turc signifiant « ensemble », « groupe », « équipe » ; en turc ottoman : مهتر, pluriel: مهتران mehterân) était une compagnie chargée de l'intendance militaire sous l'Empire ottoman. Constitué essentiellement de janissaires qui devaient en outre s'occuper de l'orchestre, le mehter avait également à l'origine pour mission de dresser la tente du sultan lors de ses campagnes militaires ou de s'occuper des chevaux (palefreniers). Il servait aussi comme maître d'arme et de garde du corps.

## Historique

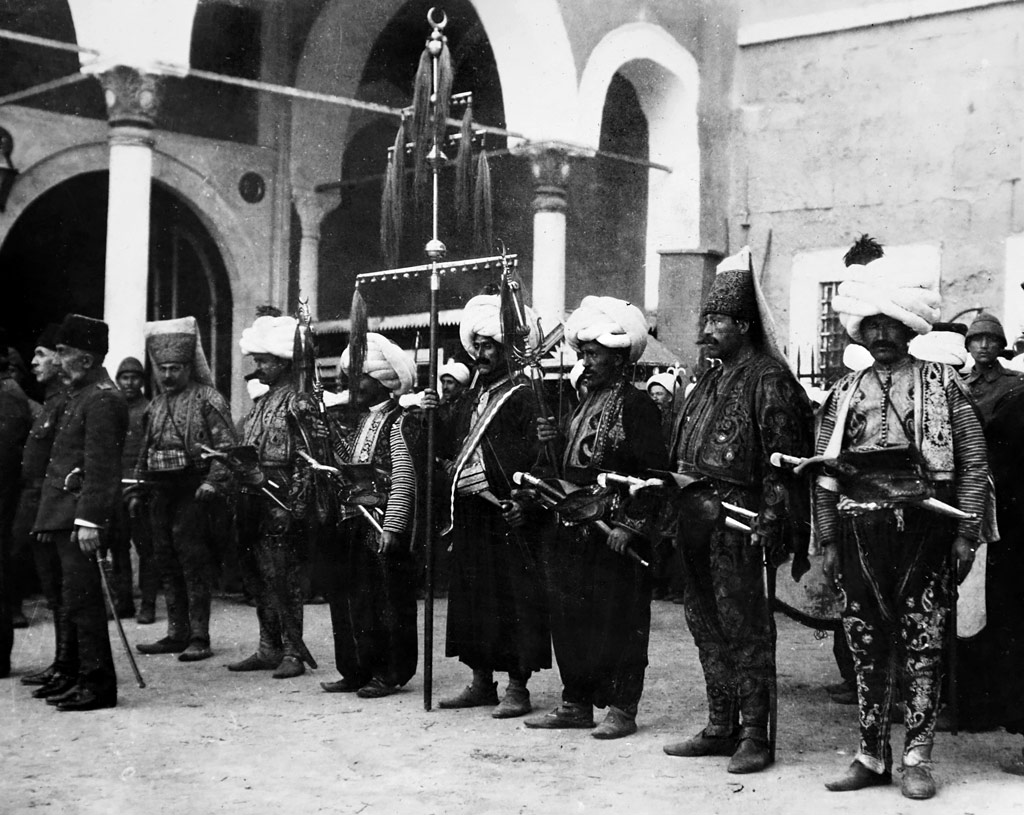
Mehterhâne, photo prise en 1917

Les Mehter, existent depuis le XIe siècle. Leurs traditions proviennent d’Asie centrale et occidentale. Néanmoins, l’année 1299 est considérée comme la date officielle de l’origine du premier Mehter, sous la direction de Osman Gazi pour le Sultan Kay Qubadh III.  
Les Mehters sont une composante de l'ordre des janissaires. Avant la création de celui-ci, Osman Gazi se rend à la confrérie de Haci Bektas Veli pour lui demander une bénédiction pour son nouveau corps armé. Ce dernier propose alors de l'appeler la « Nouvelle armée » (Yeniceri en turc).
À cette époque, la confrérie des bektachis a une influence importante sur la vie spirituelle des ottomans et de leur élite. L'Empire ottoman forme alors ses janissaires dans ce culte et met à la tête de cette armée un Ağa Bektachi. 
Au XVe siècle, il existait, selon certaines sources, 2 340 mehters dans la seule ville d'Istanbul.
Le prestige des Janissaires et des Mehters étant devenu tellement important qu’ils se comportaient comme un État dans l’État. Leur force devenant une menace, ils disparaissent en même temps que les janissaires en 1826. 
En 1914, un nouvel ensemble Mehter fut créé auprès du Musée Impérial à Istanbul, mais fut interdit lors de l'arrivée au pouvoir de Mustafa Kemal Atatürk en 1923.
En 1952, le ministre de la défense, Zekai Apaydin Bey, recréa un ensemble Mehter (mehter bölüğü), au sein de l'armée turque perpétuant leur souvenir, par le biais de quelques représentations costumées dans le cadre du musée militaire (askeri müze) d'Istanbul.

## Composition
Outre le fait que la formation était commandée par un çorbacıbaşı (reconnaissable à sa queue de cheval au sommet de sa coiffe), elle était composée de Sancaklar (porte-étendards), en plus des musiciens dont le nombre variait en fonction de l’importance de la personnalité dont ils dépendaient. Le pouvoir du Sultan était ainsi représenté par le chiffre « neuf » un multiple de celui-ci (dokuz katlı), tandis que le Grand Vizir en disposait de sept (yedi katlı).
Les instruments utilisés dans les Mehters traditionnels sont : le Kös (grosse timbale utilisée par paire c'est l'instrument central de la formation), les Nakkares (timbales), le Davul (tambour), les Zilzen (cymbales), le Nay-y-Turki (cor turc), la Zurna (hautbois), la Boru (sorte de trompette), le Cevgen ou Tchogan (bâton orné de clochettes).

## Cérémonial
Comme toute activité au sein de la cour, le mehter avait aussi son propre cérémonial pour commencer son jeu. Au signal d'un rythme appelé Sofyan, les janissaires se regroupaient en demi-cercle, chaque groupe d'instruments étant réuni. Tous debout, ils attendaient ainsi la venue de leur chef.
 
Au moment de l'arrivée de celui-ci commençait le Çağrı (« appel »), l'un d'eux criait alors : Vakt-i sürûru sefâ, Mehterbaşı Hey! Hey! (« C'est le moment de la joie, Ô chef des Mehters ! Hey ! Hey ! »)

Puis roulement de tambour…

Sur ce le chef les saluait par la formule : Merhabâ ey mehterân! (« Que le salut de Dieu soit sur vous, Ô Mehters… »)

Ses hommes lui rendait le salut : Merhabâ, Mehterbaşı ! (« Que le salut soi sur toi, Ô chef des Mehters ! »).

En suite le chef annonçait le Makam (mode) dans lequel ils allaient tous jouer et concluait par la formule : Hasduuur! (« Tenez-vous purs ! »). Au signal de « Haydi ya Allah ! » le jeu pouvait commencer.

À la fin de cette cérémonie musicale, le chef des Mehters récitait une prière appelée Gülbang empruntée aux confréries soufies rattachées à un saint du XIIIe siècle, Hadj Beltach Wali de qui tout janissaire revendique un lien spirituel, et qui changeait de contenu selon l'heure, ou le fait que l'on était en guerre ou en paix.
Prières ou gülbang récitées par les janissaires :
« Mü’miniz Kalû-Beli’den beri...

Hakkın Birliğine eyledik ikrar...

Bu yolda vermişiz seri...

Nebimiz vardır Ahmed-i Muhtar...

La Yezal mestaneleriz...

Nur-ı ilahide pervaneleriz...

Sayılmayız parmak ile tükenmeyiz kırmak ile...

On iki imam Pir-i tarikat cümlesine dedik beli...

Üçler, beşler, yediler...

Nur-ı Nebi Kerem-i Ali, Pirimiz üstadımız Hünkar Hacı Bektaş-ı Veli...

Demine devranına Hü diyelim Hü

Allah Allah İllallah, baş üryan, göğüs kalkan, dide al kan, sine püryan

Bu meydanda nice başlar kesilir hiç olmaz soran

Kahrımız, kılıcımız düşmana ziyan, kulluğumuz, padişaha ayan

Sayılmayız parmakla, tükenmeyiz kırmakla

Üçler, Beşler, Yediler, Kırklar Nur-ı Nebi, Kerem-i Âli, Hacı Bektaş-ı Veli

Dem ü devranına hû diyelim, Hûûûûû! »
« Nous sommes croyants depuis Kalû-Beli...

Nous avons confessé l'unicité de la Vérité...

Nous avons donné notre série sur ce chemin...

Notre Prophète est Ahmed-i Muhtar...

Nous sommes La Yezal extatique... 

Nous sommes des papillons de nuit dans la lumière divine...

Nous ne sommes pas comptés avec des doigts, nous ne sommes pas épuisés par des bris...

Nous avons dit aux douze imams Pir-i tarikat...

Trois, cinq, sept...

Nur-ı Nebi Kerem-i Ali, notre maître Hünkar Hacı Bektaş-ı Veli...

Disons Hü à votre demine devran Hü

Allah Allah Illallah, tête uryan, bouclier thoracique, dide al blood, sine puryan

Combien de têtes sont coupées sur cette place et personne ne demande jamais...

Notre épée est gaspillée sur l'ennemi, notre servitude est révélée au sultan.

Nous ne sommes pas comptés par les doigts, nous ne sommes pas épuisés par la rupture.

Tiers, Cinq, Sept, Quarante Nur-ı Nebi, Kerem-i Âli, Hacı Bektaş-ı Veli

Disons hû to dem ü devran, Hûûûûûûû ! »
Au moment des défilés, les Mehters faisaient porter les Kös par des chevaux, des chameaux ou des éléphants selon la taille des instruments. Lorsqu'ils ne jouaient pas durant les défilés, il se déplaçaient en invoquant à haute voix : « Dieu le très Miséricordieux » (Rahim Allah) « Dieu tout Généreux » (Karim Allah). Cette marche rythmée par ce chapelet se transforma en une sorte de danse rituelle ponctuée par un balancement souple de gauche à droite.